# Tipula (Lunatipula) recticornis
Tipula (Lunatipula) recticornis is een tweevleugelige uit de familie langpootmuggen (Tipulidae). De soort komt voor in het Palearctisch gebied.